# Czosnianka
Czosnianka – zupa, potrawa regionalnej kuchni podhalańskiej.
Czosnianka to zupa gotowana z ziemniaków – gruli, czosnku, cebuli i mięty – suszonej lub świeżej. Danie obecnie zapomniane i wyparte przez lekki rosół zagotowany z czosnkiem i podawany z ziemniakami lub grzankami.